# Molecular Oncology
Molecular Onkology, abgekürzt Mol. Oncol., ist eine wissenschaftliche Fachzeitschrift, die vom Elsevier-Verlag im Auftrag der Federation of European Biochemical Societies veröffentlicht wird. Derzeit erscheint die Zeitschrift mit vier Ausgaben im Jahr. Es werden Arbeiten veröffentlicht, die sich mit molekularen Mechanismen der Erkrankung beschäftigen. Seit 2017 erscheint die Zeitschrift im Open Access.
Der Impact Factor lag im Jahr 2015 bei 5,367. Nach der Statistik des ISI Web of Knowledge wird das Journal mit diesem Impact Factor in der Kategorie Onkologie an 30. Stelle von 213 Zeitschriften geführt.